# 高松大典
高松 大典（たかまつ だいすけ、1957年6月9日 - ）は、日本の鉄道写真家である。日本鉄道写真作家協会（JRPS）会員。京都府在住。
1980年、大阪芸術大学芸術学部芸術計画学科映像・音響コース卒業。大阪市内のコマーシャルスタジオのスタッフカメラマンを経て、1988年6月フリーとなり、高松大典写真事務所を設立。
関西の鉄道会社の広報、広告の写真を担当の他、鉄道、旅行などの雑誌で活躍中。